# NGC 22
NGC 22 je galaksija u zviježđu Pegaz.

## Vanjske poveznice
- SEDS: NGC 0022